# Sigmund Mowinckel
Sigmund Olaf Plytt Mowinckel, född den 4 augusti 1884 i Kjerringøy, Nordland, död den 4 juni 1965 i Oslo, var en norsk teolog.
Mowinckel studerade efter 1908 avlagd ämbetsexamen 1911-13 i Tyskland gammaltestamentlig exegetik och assyriologi. Han blev 1915 universitetsstipendiat, 1916 teologie doktor, 1917 docent, 1922 extra ordinarie professor i gammaltestamentlig teologi och 1933 ordinarie professor. 
Mowinckel var en flitig medarbetare i vetenskapliga tidskrifter och i dagspressen. Som teolog var han påverkad av tysken Gunkel och dansken Grønbech. Han blev 1923 teologie hedersdoktor vid Lunds universitet. 
Bland Mowinckels skrifter märks Zur Komposition des Buches Jeremia (1914), Statholderen Jeremia (1916), Ezra den skriftlærde (samma år), Kongesalmerne i det gamle testamente (samma år), Sangenes sang (1919), Psalmenstudien (3 delar, 1921-23) och Hvad har vi som kristne i det gamle testamente? (1922).